# 吉林水库列表
至2007年，中国吉林省共有大型水库13座，按库容量依次为丰满水库、白山水库、云峰水库、二龙山水库、石头口门水库、月亮泡水库、新立城水库、海龙水库、星星哨水库、红石水库、向海水库、太平池水库、亮甲山水库。
根据中华人民共和国水利部发布的《中国水库名称代码》（中华人民共和国行业标准SL259-2000）将吉林省所有大型水库及中型水库列表如下：

## 大型水库
| 水库         | 水系       | 总库容 亿立方米 | 位置                 | 备注   |
| ------------ | ---------- | --------------- | -------------------- | ------ |
| 丰满水库     | 第二松花江 | 107.93          | 吉林市船营区         | 松花湖 |
| 白山水库     | 第二松花江 | 65.10           | 桦甸市               | 白山湖 |
| 云峰水库     | 鸭绿江     | 38.95           | 集安市、白山市临江区 |        |
| 二龙山水库   | 东辽河     | 17.92           | 四平市梨树县石岭镇   | 二龙湖 |
| 石头口门水库 | 松花江水系 | 12.77           | 九台市西营城子镇     |        |
| 月亮泡水库   | 洮儿河     | 12.07           | 大安市月亮泡镇       | 月亮湖 |
| 渭原水库     | 鸭绿江     | 6.26            | 集安市榆林镇         |        |
| 新立城水库   | 伊通河     | 5.92            | 长春市               | 新立湖 |
| 双沟水库     | 松江河     | 3.95            | 抚松县兴隆乡         |        |
| 海龙水库     | 辉发河     | 3.16            | 梅河口市小杨乡       |        |
| 星星哨水库   | 岔路河     | 2.65            | 永吉县岔路河镇       |        |
| 红石水库     | 第二松花江 | 2.41            | 桦甸市               |        |
| 向海水库     | 洮儿河     | 2.35            | 通榆县向海乡         |        |
| 两江水库     | 二道松花江 | 2.11            | 安图县两江镇         |        |
| 太平池水库   | 翁克河     | 2.01            | 农安县龙玉乡         |        |
| 亮甲山水库   | 卡岔河     | 1.93            | 舒兰市亮甲山乡       |        |
| 松山水库     | 头道松花江 | 1.33            | 抚松县东岗镇         |        |
| 小山水库     | 松江河     | 1.05            | 抚松县东岗镇         |        |

## 霍林河内流区
- 胜利水库 通榆县红星乡
- 兴隆水库 通榆县四井子乡

## 松花江水系
- 月亮泡水库 大安市月亮泡镇
- 团结水库 穆棱市洮北区
- 五间房水库 大安市六合乡
- 群昌水库 洮南市那金乡
- 向海水库 通榆县向海乡
- 创业水库 洮南市车力乡
- 白山水库 桦甸市
- 红石水库 桦甸市
- 丰满水库 吉林市船营区
- 庆丰水库 蛟河市天北镇
- 牛头山水库 九台市
- 龙头水库 东丰县横道河镇
- 新合水库 梅河口市新合镇
- 辉发城水库 辉南县辉发城镇
- 柳杨水库 磐石市富太镇
- 官马水库 磐石市呼兰镇
- 关门砬子水库 桦甸市
- 海龙水库 梅河口市小杨乡
- 欢欣岭水库 伊通县
- 青顶水库 辉南县辉南镇
- 仁合水库 东丰县仁合乡
- 碱水水库 海龙县进化乡
- 和平水库 柳河县和平乡
- 时家店水库 柳河县时家店乡
- 小椅山水库 辉南县
- 双杨树水库 桦甸县
- 龙凤水库 蛟河市龙凤乡
- 朝阳水库 永吉县五里河镇
- 二道水库 吉林市郊区二道乡
- 红星水库 蛟河市天岗镇
- 碾子沟水库 永吉市一拉溪镇
- 胖头沟水库 吉林市船营区搜登站镇
- 大绥河水库 吉林市大绥河镇
- 柴福林水库 九台市
- 跃进水库 德惠市岔路口镇
- 共青团水库 德惠市
- 高城子水库 德惠市松花江镇
- 石头口门水库 九台市西营城子镇
- 净月水库 长春市
- 头道岗水库 农安县三盛玉镇
- 亚吉水库 磐石市大旺乡
- 黄河水库 磐石市烟筒山镇
- 双阳水库 长春市双阳区
- 庙岭水库 永吉县双河镇
- 星星哨水库 永吉县岔路河镇
- 五一水库 九台市
- 寿山水库 伊通县
- 三联水库 伊通县马安镇友联村
- 石门水库 伊通县
- 新立城水库 长春市
- 两家子水库 农安县城郊乡
- 平洋水库 公主岭市风响乡
- 太平池水库 农安县龙玉乡
- 石碑水库 扶余市徐家店乡
- 三道水库 扶余市伊家店乡
- 小城子水库 舒兰市小城镇
- 沙河水库 舒兰市舒郊乡
- 新安水库 舒兰市新安乡
- 响水水库 舒兰县
- 太平水库 舒兰市庆丰乡
- 亮甲山水库 舒兰市亮甲山乡
- 向阳水库 榆树市
- 于家水库 榆树市
- 石塘水库 榆树市
- 玉皇庙水库 榆树市
- 苏家岗水库 榆树市
- 小石河水库 敦化市翰章乡
- 西葳子水库 敦化市

## 图门江水系
- 安图水库 安图县
- 五道水库 延吉市
- 亚东水库 和龙市
- 大新水库 龙井县
- 石国水库 和龙市龙水乡石国村
- 龙山水库 珲春市敬信镇六道泡村

## 辽河干流水系
- 小山水库 双辽市卧虎镇
- 骆驼岭水库 双辽市卧虎镇
- 三良水库 东辽县凌云乡
- 椅山水库 东辽县椅山乡
- 杨木水库 东辽县寿山镇
- 金满水库 东辽县安石镇
- 二龙山水库 梨树县石岭镇
- 二十家子水库 公主岭市二十家子镇
- 杨大城子水库 公主岭市
- 川头水库 双辽市秀水乡
- 八一水库 双辽市双山镇
- 卡伦水库 公主岭市
- 上三台水库 梨树县
- 下三台水库 四平市
- 山门水库 四平市山门镇
- 转山湖水库 梨树县

## 鸭绿江水系
- 云峰水库 白山市临江区
- 英额布水库 通化县英额布镇
- 三家子水库 集安市台上镇